# Тёмный, Николай Артемьевич
Николай Артемьевич Тёмный (настоящая фамилия Лазарев; 1863—1910) — русский писатель.

## Биография
Из крестьян. Выучив грамоте, отец отдал мальчика в Москву обучаться слесарному делу. Тёмный работал в мастерских Смоленской железной дороги, одновременно занимался самообразованием (арифметикой, грамматикой, затем литературой), в чём ему помогали гимназисты — сыновья Н. Н. Златовратского. Тёмный стал бывать у них в доме и постепенно вошел в литературную среду (в частности, познакомился в 1889 году с Л. Н. Толстым, который отговаривал его от писательства и пьянства.
Сожалея о том, что не смог присутствовать на открытии памятника на могиле Тёмного, Златовратский писал, что всегда вспоминает его «с чувством искреннего уважения и изумления перед той удивительной энергией, с какой он стремился… к свету знаний и возможности тем или иным путем дать выход своим недюжинным дарованиям…».
Был арестован (1894) за противодействие созданию в мастерских отделения зубатовской организации и выслан в Воронежскую губернию, где работал по специальности (там же познакомился с В. И. Дмитриевой). Вернувшись через два года в Москву, служил на насосной станции, затем монтёром в ремонтных мастерских Сокольнического трамвайного парка. Тёмный сделал несколько изобретений (в том числе новый тип насоса), вызвавших интерес и в России, и за границей, однако, лишённый деловой хватки и предприимчивости, не смог извлечь из своих изобретений каких-либо доходов.
В литературе Тёмный начинал со стихотворства, но быстро разочаровался в своих способностях и стихов не печатал. Первый опубликованный рассказ — «Наследство» (1900, 1901,1907). По совету Златовратского, которому посвятил рассказ, Тёмный послал его В. Г. Короленко, который, заинтересовавшись автором, в ответном письме удивлялся «неэкономичности» Тёмного: «другой… обладая таким богатым и правдивым материалом, мог бы написать на эту тему целую повесть».
Его рассказы (написал их всего 7 и очерк о путешествии по Кавказу «На голубом озере»), печатавшиеся также в журналах «Образование» и «Новое слово», выходили отдельными книжками в издательствах «Посредник», «Новый мир», «Донская речь» и др.: «Сироткин» (1904), «Обыск» (1905; впервые — под названием «В проходной» — 1903), «Юбилей ,,Блохи»" (1906,1922). В 1920 году рассказы Тёмного были собраны Белоусовым в книге «Рассказы».
Герои Тёмного — рабочие («Наследство», «Сироткин», «Обыск»), выпущенный на волю арестант («Не убили»), железнодорожные служащие («Докладная записка», «Собачья доля»); все по-своему несчастны, все живут плохо, бедно, грязно, все унижены и замучены несправедливостью. Несмотря на яркость изображаемых Тёмным бытовых и социальных реалий, для него самого́ причина этой несправедливости и зла имеет не столько социальный, сколько иррациональный характер и лежит в самой природе городской цивилизации, насквозь больной и уродливой, противопоставляемой здоровой и естественной деревенской жизни. Темы безысходности, смерти и хаоса в некоторых рассказах сочетаются с религиозными мотивами.

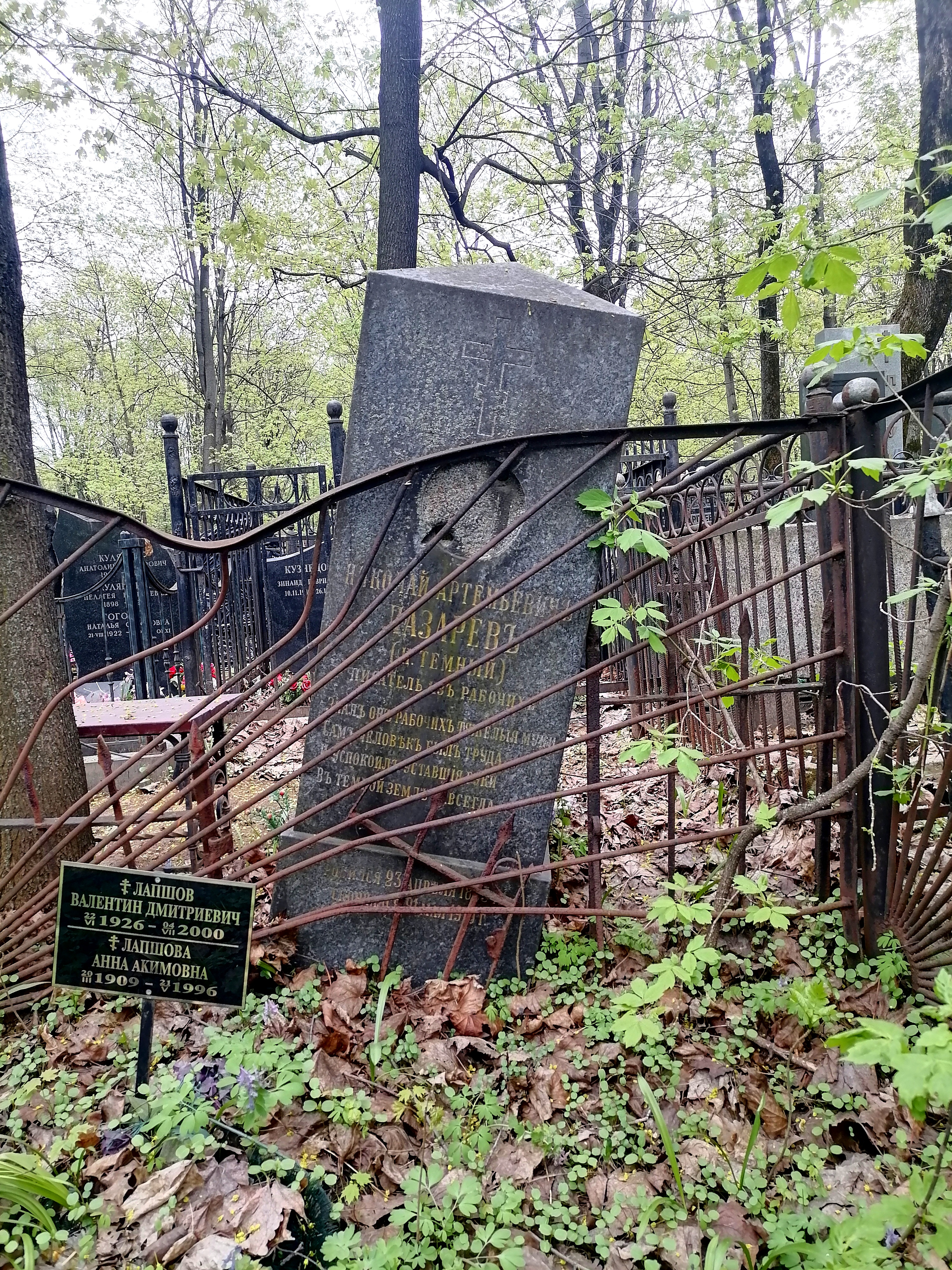
Могила на Ваганьковском кладбище

Тёмный умер 21 мая (3 июня) 1910 в Москве. Похоронен на Ваганьковском кладбище (43 уч.).